# المدرسة التونسية للتقنيات
المدرسة التونسية للتقنيات هي مؤسسة عمومية تونسية للتعليم العالي تابعة لوزارة التعليم العالي والبحث العلمي والتكنولوجيا.

## وصلة خارجية
موقع المـدرسة التونسيـة للتقنيـات